# Rudolph Cort van der Linden
Ir. Rudolph Adriaan Damas Cort van der Linden (Groningen, 30 december 1886 - Zwitserland, 8 juli 1965) was musicus. In 1942 werd hij ook Engelandvaarder.

## Familie
Cort van der Linden was een lid van de in het genealogische naslagwerk opgenomen Nederland's Patriciaat familie Van der Linden. Hij was een zoon van de minister-president mr. P.W.A. Cort van der Linden (1846-1935) en van diens tweede vrouw Johanna Cornelia de Koning (1861-1949). Hij was een broer van de burgemeester mr. Pieter Willem Jacob Henri Cort van der Linden (1893-1969).

## Musicus
Cort van der Linden componeerde vooral voor zang en piano. 
Enkele werken
- Afrodite en Odalisken, gedichten van Louis Couperus (1863-1923)
- Sechs Liedern, voor zang en piano
- Drie liederen, voor zang en piano

Daarnaast schreef hij 'Philosophie van kunst en muziek'.

## Engelandvaarder
In september zocht Cort van der Linden op verzoek van de Ordedienst naar een mogelijkheid om naar Engeland te gaan. Hij kon zich inkopen bij een groep die op 20 september 1942 naar Engeland ging. De groep bestond uit Jelke Bosch, Hendrik Cohen, Joop van der Meij, Johannis Evert van der Slikke en twee voormalige officieren van de Hr. Ms. Van Galen, Henk Bouvy en John Siliacus. Ze vertrokken vanuit de westpunt van Wieringen, waar ze de boot van de dijk konden laten glijden naar het Amsteldiep.
Het plan werd bedacht door Joop van der Meij, geholpen door Bouvy en Silicius. Ze kochten een boot van 6.45 meter lang, met ingebouwde motor en een extra buitenboordmotor. Bouvy moest ervoor zorgen dat de motoren goed werkten, Van der Meij ging met Siliacus op zoek naar een geschikte plaats voor de afvaart. Om de kosten te dekken werden nog extra passagiers meegenomen, Bosch, Cohen, Cort van der Linden en Van der Slikke.
Op 20 september 1942 was het goed weer. Er was geen maan, er was oostelijke wind. De motor werkte en alles leek goed te gaan. Bij fort Harssens bij Den Helder liep de boot even vast, maar dat was gauw verholpen. Van der Meij was stuurman, er werd richting Great Yarmouth gevaren, totdat de motor vastliep. De buitenboordkoeling bleek niet te werken.

### Gevangen
Op zee werden ze opgepikt door een Duitse mijnenveger. Op tijd hadden ze belastend materiaal in zee gegooid. De mijnenveger bracht de zeven heren naar Hoek van Holland, waar ze verhoord werden. Ze hadden een goed verhaal ingestudeerd en lieten alleen de naam los van de leverancier van de boot, Doornbos in Diemen. Ook hij had een ingestudeerd verhaal. Toen de Duitsers hem vroegen wie Van der Meij was, antwoordde hij "luitenant-ter-zee Hijmans van de Nederlandse Zeereddingsdienst".
De groep werd overgebracht naar het Oranjehotel in Scheveningen voor verder verhoor. Zes weken later moesten ze voor de krijgsraad verschijnen, Cort van der Linden kreeg een jaar. De uitspraak werd echter niet bekrachtigd en in februari moesten ze weer voor de krijgsraad verschijnen. Wederom werd de uitspraak niet aanvaard en toen werd de zaak overhandigd aan de Krijgsraad der Landmacht. Ze werden overgeplaatst naar de gevangenis in de Gansstraat in Utrecht en na een jaar werd alleen Cort van der Linden vrijgelaten.
- Gemeinsame Normdatei: 1155554396
- International Standard Name Identifier: 0000 0003 9613 6334
- Nederlandse Thesaurus van Auteursnamen: 068917015
- Virtual International Authority File: 290953648
- WorldCat: E39PBJcC4yhjB4Dy3bcwhGD8YP